# Boule-Freunde „Le Cochonnet“ 1986 Rockenhausen
Die Boule-Freunde „Le Cochonnet“ 1986 Rockenhausen, kurz BF Rockenhausen, sind ein Pétanqueverein aus der nordpfälzischen Kleinstadt Rockenhausen.

## Geschichte
Die Boule-Freunde waren im Jahr 2007 Gründungsmitglied der Pétanque-Bundesliga. In der ersten Bundesliga-Saison stieg der Verein jedoch als Vorletzter sofort wieder ab. Ein Wiederaufstieg gelang infolge nicht mehr. Aktuell hat der Verein drei Mannschaften in verschiedenen Ligen. Die erste Mannschaft spielt in der Landesliga des Pétanqueverbands Rheinland-Pfalz. Einzelne Spieler des Vereins wurden Landesmeister und Deutsche Meister in ihrer Sportart.
Seit 1997 hat der Verein im alten Steinbruch auf dem Hintersteinerhof sein Boulodrome mit angrenzender Boulehalle.